# رودولف فالوفجي
رودولف فالوفجي (بالمجرية: Faluvégi Rudolf)‏ مواليد 9 يناير 1994 في بودابست، هو لاعب كرة يد مجري يلعب كوسط مدافع. مثل منتخب المجر لكرة اليد.

## سجل المنافسة
شارك في البطولات التالية:
- بطولة أوروبا لكرة اليد للرجال 2016

## روابط خارجية
- رودولف فالوفجي على موقع الاتحاد الأوروبي لكرة اليد (الإنجليزية)